# Brasão de Angra dos Reis
O Brasão das Armas do Município de Angra dos Reis é uns dos símbolos de Angra dos Reis. Foi desenvolvido pelo heraldista Alberto Lima.

## Descrição heráldica
Escudo português dividido em quatro partes. A primeira parte, em campo de blau, contém três coroas de ouro, postas em roquete; a segunda, em campo de prata, a cruz de Cristo, de goles (vermelho); a terceira, em campo de goles (vermelho), contém um turbante indígena sobre duas flechas cruzadas, tudo de ouro; a quarta parte, também em campo de blau, contém, em chefe, o barrete frígio, de vermelho, ladeado por duas âncoras de prata e, em contra-chefe, quatro faixas onduladas, de prata. Em sua base, o brasão tem um listel de prata ostentando os seguintes dizeres, de sable: “1502 – 1624 – ANGRA DOS REIS – 1808 – 1835”. Como suportes, à destra e à sinistra, respectivamente, uma haste de cana e um feixe de folha de bananeira. Encimando o conjunto, como peça máxima, a coroa mural de cinco torres de prata, que é de cidade, ostentando um eclipse blau, carregando uma flor-de-lis.

## Interpretação
O escudo português simboliza a origem da pátria; as três coroas lembram os três Reis magos e a data de 6 de janeiro, Dia de Reis; a cruz de Cristo lembra a época manuelita das grandes descobertas portuguesas – “Por mares nunca dantes navegados” — o turbante e as flechas assinalam presença dos índios chefiados pelo cacique Cunhambebe, da tribo Tupinambás, que habitavam a região; o barrete frígido e as ancoras atestam, respectivamente, o início oficial das atividades marinheiras, na república com a instalação de escolas de ensino naval, e ultimamente a construção especializada, através dos estaleiro destinados a navegação comercial; as quatro faixas de prata dão conta da alentada extensão marítima que orla o município, possuída de um porto acostado, de grande movimento. O orago de Nossa Senhora da Conceição está presente na flor-de-lis que se destaca na coral mural.
As datas: 1502, 1624, 1808, 1835 distinguem, respectivamente, a descoberta da cidade por Gonçalo Coelho, em 6 de janeiro; instalação definitiva onde se encontra, em 2 de outubro; criação da comarca em 27 de junho; elevação à categoria de cidade, em 28 de março. Os suportes, cana e bananeira, evidenciam duas das riquezas agrícolas do município.

### Significado dosesmaltes
- Ouro: força;
- Prata: candura;
- Goles: intepridez;
- Blau: serenidade.